# Sauna Open Air Metal Festival

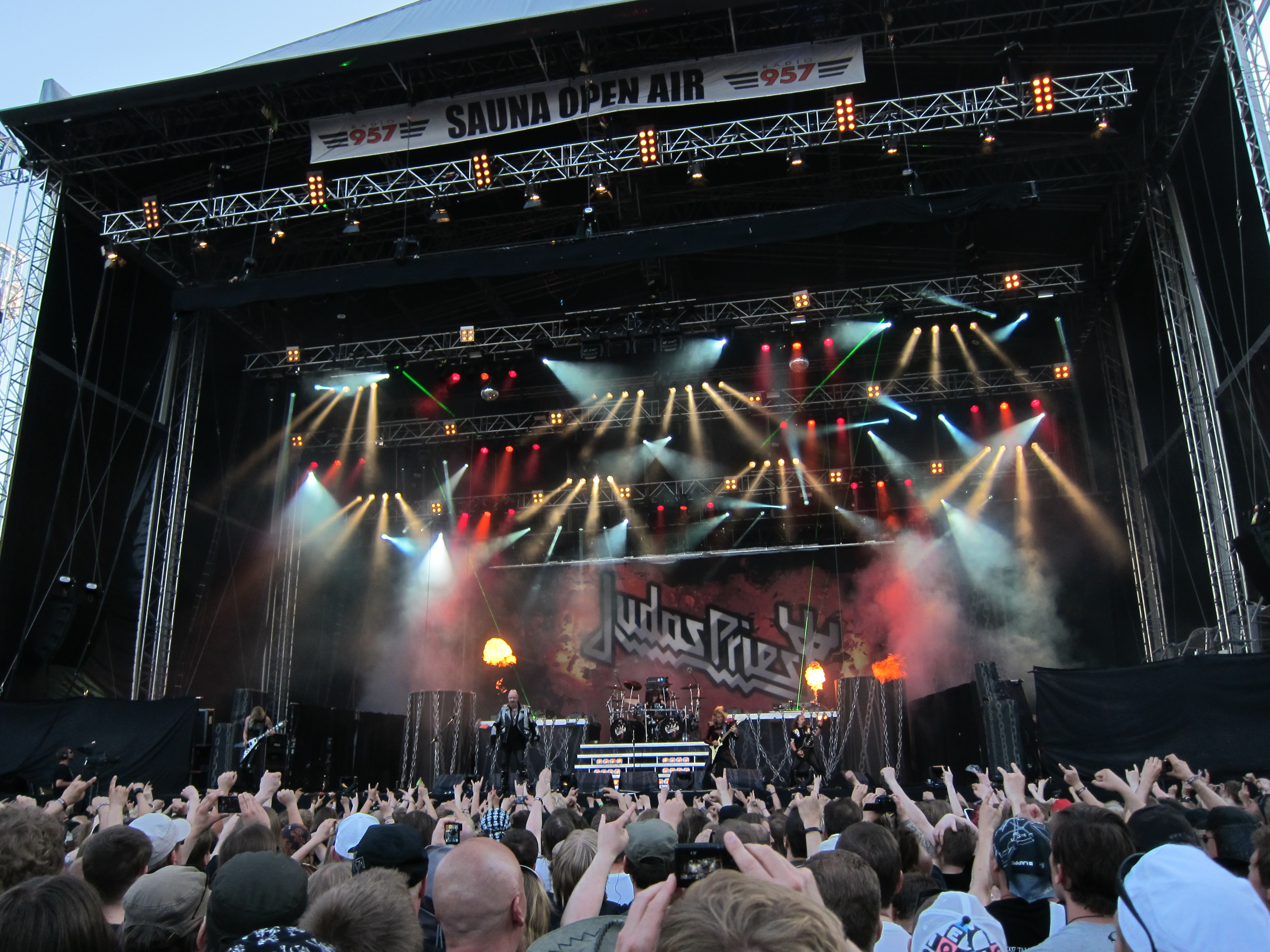
Le Judas Priest au Sauna Open Air en 2011.

Le Sauna Open Air Metal Festival, ou plus simplement Sauna Open Air ou même Sauna, est l'un des plus grands festivals de metal en Scandinavie.

## Historique
Le Sauna Open Air Metal Festival est un festival de métal qui a lieu  depuis 2004 à Tampere au parc Ratinanniemi au début du mois de juin. L'édition 2006 a accueilli plus de 20000 spectateurs et celle de 2007, 22 000. Ensuite, le festival se produit à Eteläpuisto et l'édition de 2011 bat le record d'entrée avec 26 000 festivaliers. Absent en 2012, le festival revient dans la région de Ratina comme à son origine pour l'édition de 2013, mais peu après, l'organisateur du festival, PartySan Production, fait faillite  et le Sauna Open Air Metal Festival  subit une interruption de six années. Il redémarre en 2019,,. Il est considéré comme l'un des plus grands festival de métal d'Europe du Nord. En 2022, le Festival attira à nouveau 22 000 festivaliers et représente le plus grand festival estival de Tampere.

## Programmation

### 2004
Children of Bodom, Diablo, Dreamtale, Finntroll, Helloween, Lordi, My Fate, Nightwish, Swallow the Sun, Tarot, Thunderstone, Twilightning, Underwear.

### 2005
Amoral, Deathchain, Dio, Dreamtale, Kiuas, Kotipelto, Machine Men, Megadeth, Mokoma, Moonsorrow, Norther, Pain, Roctum, Sentenced, Slayer, Sonata Arctica, Teräsbetoni.

### 2006
April, The Black League, Blake, Charon, Cradle of Filth, Diablo, Ensiferum, Finntroll, The Flaming Sideburns, Iggy & The Stooges, Kiuas, Lordi, Stam1na, Turmion Kätilöt, Twisted Sister, Verjnuarmu, W.A.S.P..

### 2007
- Le 7 juin: Megadeth, Kotipelto, Korpiklaani.
- Le 8 juin: Type O Negative, Poisonblack, Thunderstone, Entwine, Kotiteollisuus.
- Le 9 juin: Heaven and Hell, Sonata Arctica, Sabaton, Violent Storm, Swallow the Sun, Leverage.

### 2008
Scorpions, Sebastian Bach, Sonata Arctica, Whitesnake, Testament, Graham Bonnett & Joe Lynn Turner, Children Of Bodom, Stam1na, Mokoma, Diablo et Amorphis.

### 2009
Nightwish, Stratovarius, HammerFall, Soilwork, Bullet, Thor.

### 2010
Danzig, Kiss, Anvil.

### 2011
Saxon, Doro, Judas Priest, Accept, Helloween, Cavalera Conspiracy, Ozzy Osbourne,,,.

### 2012
pas d'édition.

### 2013
Le festival s'est déroulé du 8 au 9 juin 2013 au Ratina Festival Park de Tampere. Les principales têtes d'affiches sont : Nightwish, Volbeat, Opeth.
- Le 8 juin 2013 : Egokills, Stratovarius, Bloodred Hourglass, Children of Bodom, Lost Society, Opeth, Finntroll, Vreth, Nightwish
- Le 9 juin 2013 : Ghost Voyage, Stam1na, Omnium Gatherum, Hardcore Superstar, Crashdiët, Sabaton, Hatebreed, Volbeat

### 2019
WASP, Whitesnake, Europe, Nightwish, Skindred, D.A.D., Amorphis, Marco Hietala, Sonata Arctica, Mokoma,,.

### 2022
En 2022, le festival rassemble 22 000 festivaliers sur la parking de la patinoire parking Hakametsä de Tampere, venu voir plus de 30 groupes dont : Five Finger Death Punch, In Flames, Bullet for My Valentine, Battle Beast, Stam1na, Skid Row, Alestorm, Avantasia, Doro, Nestor, Mokoma, Turmion Kätilöt, Michael Monroe, Korpiklaani et Eläkeläiset,.

### 2023
Le Festival a lieu du 6 au 8 juillet 2023.